# Zarewitsch-Gedenkkapelle

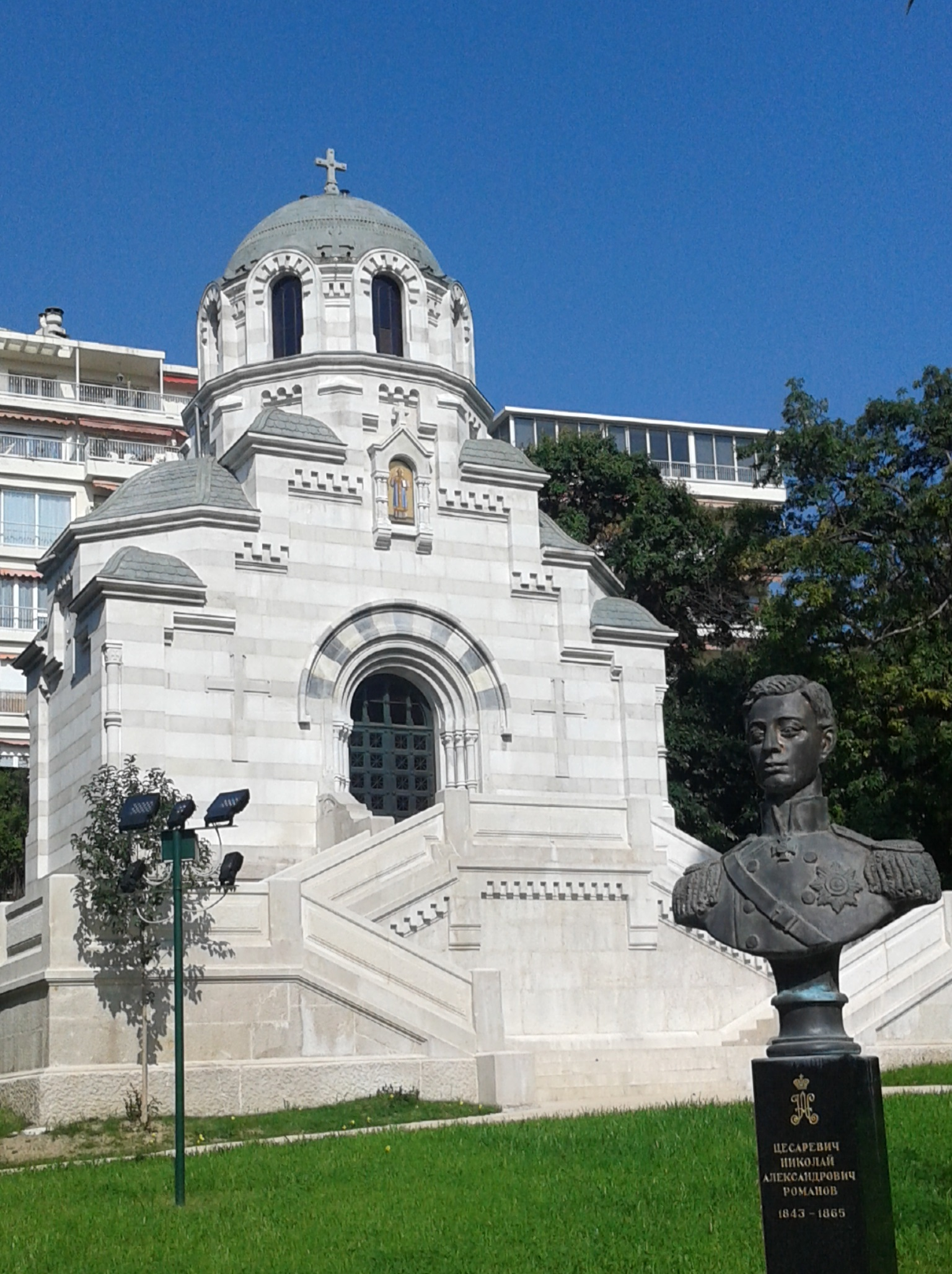
Zarewitsch-Gedenkkapelle (2016)

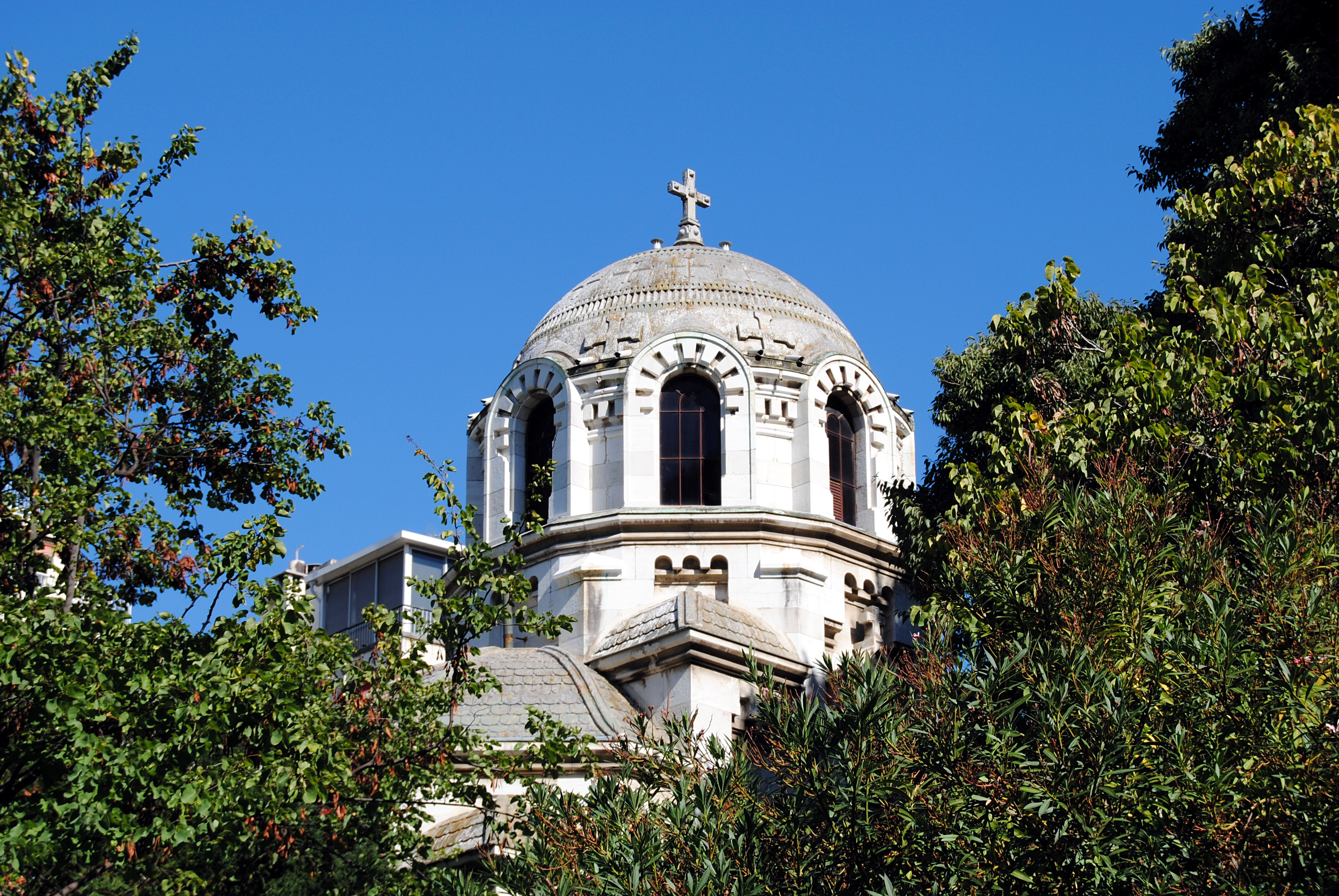
Zarewitsch-Gedenkkapelle (2010)

Die Zarewitsch-Gedenkkapelle (französisch Chapelle du tsarévitch, fälschlich teils auch Mausolée Impérial) ist eine denkmalgeschützte russisch-orthodoxe Kapelle in Nizza.

## Geschichte
Im 19. Jahrhundert entwickelte sich Nizza zu einem beliebten russischen Winterquartier und erhielt in den 1850er und 1860er Jahren gleich drei russisch-orthodoxe Sakralbauten: die Kirche Saint-Nicolas-et-Sainte-Alexandra (1856–1859), die Friedhofskapelle Saint-Nicolas (1867–1868) auf dem russischen Friedhof und die Zarewitsch-Gedenkkapelle, die ebenfalls in den Jahren 1867 und 1868 erbaut wurde. Sie entstand im Parc Belmond, in dem sich eine Villa befand, in der am 24. April 1865 der Zarewitsch Nikolai Alexandrowitsch Romanow an einer Hirnhautentzündung verstarb. Nikolai befand sich bereits seit dem 13. November 1864 in Nizza, um hier die Verlobung mit Dagmar von Dänemark zu feiern, die später als Frau seines Bruders Alexander Kaiserin von Russland wurde.
Sein Vater, der russische Kaiser Alexander II., erwarb daher den Park, ließ die Villa abreißen und errichtete an ihrer Stelle eine Gedenkkapelle für seinen Sohn Nikolai, der nur 21 Jahre alt wurde. Die Grundsteinlegung fand am 2. März 1867 statt, die Weihe am 25. März 1868. Einige Jahrzehnte später wurde neben der Gedenkstätte die russisch-orthodoxe Kathedrale Saint-Nicolas (1903–1912) erbaut, die ebenfalls dem Andenken an den Zarewitsch gewidmet wurde. Diese entstand, da die alte Kirche von 1859 zu klein geworden war.

### Rechtsstreit um die Zugehörigkeit
Im Jahr 2006 begann ein Rechtsstreit zwischen der ACOR-Nice (L’Association Cultuelle Orthodoxe Russe de Nice, deutsch Russisch-Orthodoxe Religionsgemeinschaft von Nizza), die Kathedrale und Gedenkkapelle seit 1923 allein betreute, da die neu entstandene Sowjetunion kein Interesse am Erhalt der Kirche zeigte, und der Russischen Föderation, die sich als Rechtsnachfolger des Russischen Kaiserreiches und der russisch dominierten Sowjetunion sieht. Da der russische Kaiser Nikolaus II. im Jahr 1909 mit der Gemeinde in Nizza lediglich einen Pachtvertrag für die Dauer von 99 Jahren abgeschlossen hatte, konnte sich Russland schließlich im Jahr 2013 durchsetzen. Russland übernahm die beiden Sakralbauten, die sie seit dem Jahr 1931 dem Erzbistum der orthodoxen Gemeinden russischer Tradition in Westeuropa im Ökumenischen Patriarchat von Konstantinopel angehörten, und gliederte sie in der Diözese von Korsun im Patriarchat von Moskau und der ganzen Rus ein. Die ACOR-Nice zog sich daher aus dem Areal weitgehend zurück. Die anderen drei Sakralbauten konnte sie in den Folgejahren aber vor der Einflussnahme Russlands bewahren, da diese unter anderen Vorzeichen entstanden waren.
Die Hauptstraße südlich der Kapelle heißt seit 1882 nach dem Zarewitsch Boulevard Tzarewitch, die Straße an der Kathedrale nach dem russischen Kaiser Avenue Nicolas II.

## Baubeschreibung
Im Französischen wird diese Art des Bethauses auch Oratorium genannt. Der Zentralbau entstand auf dem Grundriss eines griechischen Kreuzes. Architekt war Dawid Iwanowitsch Grimm von der Petersburger Kunstakademie, der durch seine Kenntnis der byzantinischen Architektur auf eben diese zurückgreifen konnte. Architektonisches Vorbild des neobyzantinischen Bauwerks ist die Wladimirkathedrale in Sewastopol, wo Grimm im Jahr 1859 mit der Wladimirkathedrale von Chersones ebenfalls ein neobyzantisches Projekt begonnen hatte, so dass er die Sewastopoler Kathedrale bestens kannte.
Über der Tür wurde ein Mosaik des heiligen Nikolaus von Myra angebracht, da dieser der Schutzpatron des Zarewitsch war. Die Decke der Kuppel ziert im Inneren ein azurblaues Himmelsgewölbe mit goldenen griechischen Kreuzen, der Fußboden wurde mit weißen Platten gestaltet. Der Standort des Totenbettes wurde als lateinisches Kreuz im Chor ausgestaltet, in welchem schwarze Bodenplatten ausgelegt wurden. Das Altarbild im Chor besteht aus weißem Marmor und zeigt den heiligen Nikolaus sowie Geburt und Auferstehung. Im Seitenschiff, das zu den Apsidiolen führt, finden sich Darstellungen von Maria, der Heiligen Dreifaltigkeit, der Himmelfahrt, der heiligen Apostel und der Verklärung. In den Apsidiolen werden Spyridon, Artemon, Julian, Martinianus, Hierotheos, Sabas, Zosimos, Chrysanthus, Dorothea, Paulus von Theben, Eutychios, Alexander Newski, Myron, Zacharias, Erzengel Michael, Olga von Kiew sowie Elisabeth dargestellt. Die Ikonen wurden allesamt auf Leinwand aufgebracht und vom Königshaus beziehungsweise einzelnen Regimentern der Armee gestiftet.
Zusammen mit der Kathedrale wurde die Gedenkkapelle am 11. August 1987 unter Denkmalschutz gestellt. Gemeinsam sind sie mit der Nummer PA00080780 als Monument historique erfasst.